# ميغيل إدغاردو مارتينيز
ميغيل إدغاردو مارتينيز (بالإسبانية: Miguel Edgardo Martínez)‏ هو سياسي هندوراسي، ولد في 12 أغسطس 1965. انتخب نائب في المؤتمر الوطني في هندوراس.